# La Côte-de-Beaupré
La Côte-de-Beaupré est une municipalité régionale de comté (MRC) du Québec située dans la région administrative de la Capitale-Nationale, créée le 1er janvier 1982. Son chef-lieu est la ville de Château-Richer. Elle est composée de 11 municipalités : 3 villes, 4 municipalités, 2 paroisses et 2 territoires non organisés. Elle fait partie, sauf ses territoires non organisés, de la Communauté métropolitaine de Québec.

## Géographie
On retrouve aussi sur son territoire la réserve nationale de faune du cap Tourmente.
Cette région se situe sur la rive nord du fleuve Saint-Laurent entre la ville de Québec et la région de Charlevoix, au nord de l'île d'Orléans.  Le territoire débute avec la chute Montmorency et se termine aux portes de Charlevoix. Il comprend également dans l'arrière-pays de vastes territoires qui font partie de la Seigneurie de Beaupré (sur lesquelles un vaste parc éolien est en voie d'aménagement depuis 2005) ou de la réserve faunique des Laurentides.

### Entités territoriales
La MRC est constituée de neuf municipalités locales et de deux territoires non organisés.
| Nom                                      | Statut                   | Population 2021 | Superficie (km2) | Densité (h/km2) | Ref. |
| ---------------------------------------- | ------------------------ | --------------- | ---------------- | --------------- | ---- |
| Beaupré                                  | Ville                    | 4 117           | 26,9             | 153,05          |      |
| Boischatel                               | Municipalité             | 8 231           | 21,5             | 382,84          |      |
| Château-Richer                           | Ville                    | 4 425           | 243,8            | 18,15           |      |
| L'Ange-Gardien                           | Municipalité             | 3 842           | 53,4             | 71,95           |      |
| Lac-Jacques-Cartier                      | Territoire non organisé  | 0               | 4 286,4          | 0               |      |
| Saint-Ferréol-les-Neiges                 | Municipalité             | 3 806           | 84,6             | 44,99           |      |
| Saint-Joachim                            | Municipalité de paroisse | 1 427           | 35,1             | 40,66           |      |
| Saint-Louis-de-Gonzague-du-Cap-Tourmente | Municipalité de paroisse | 0               | 0,42             | 0               |      |
| Saint-Tite-des-Caps                      | Municipalité             | 1 504           | 129,8            | 11,59           |      |
| Sainte-Anne-de-Beaupré                   | Ville                    | 2 888           | 68,1             | 42,41           |      |
| Sault-au-Cochon                          | Territoire non organisé  | 0               | 70,3             | 0               |      |
| Total                                    | Total                    | 30 240          | 5 027,8          | 6,01            |      |

## Démographie
| 1991 | 1996 | 2001   | 2006   | 2011   | 2016   | 2021   |
| ---- | ---- | ------ | ------ | ------ | ------ | ------ |
| -    | -    | 20 984 | 23 015 | 26 172 | 28 199 | 30 240 |

## Administration
| Période                                  | Période  | Identité           | Étiquette                            | Qualité |
| ---------------------------------------- | -------- | ------------------ | ------------------------------------ | ------- |
| 1981                                     | 1989     | Gaston Gagnon      | Maire de Saint-Joachim               |         |
| 1989                                     | 1995     | Lucien Gauthier    | Maire de Beaupré                     |         |
| 1995                                     | 1997     | Jean-Claude Clouet | Maire de Saint-Tite-des-Caps         |         |
| 1997                                     | 2001     | Jean-Guy Cloutier  | Maire de Château-Richer              |         |
| 2001                                     | 2009     | Henri Cloutier     | Maire de Beaupré                     |         |
| 2009                                     | 2013     | Pierre Lefrançois  | Maire de L'Ange-Gardien              |         |
| 2013                                     | 2015     | Jean-Luc Fortin    | Maire de Sainte-Anne-de-Beaupré      |         |
| 2015                                     | 2017     | Parise Cormier     | Mairesse de Saint-Ferréol-les-Neiges |         |
| 2017                                     | En cours | Pierre Lefrançois  | Maire de L'Ange-Gardien              |         |
| Les données manquantes sont à compléter. |          |                    |                                      |         |

## Tourisme

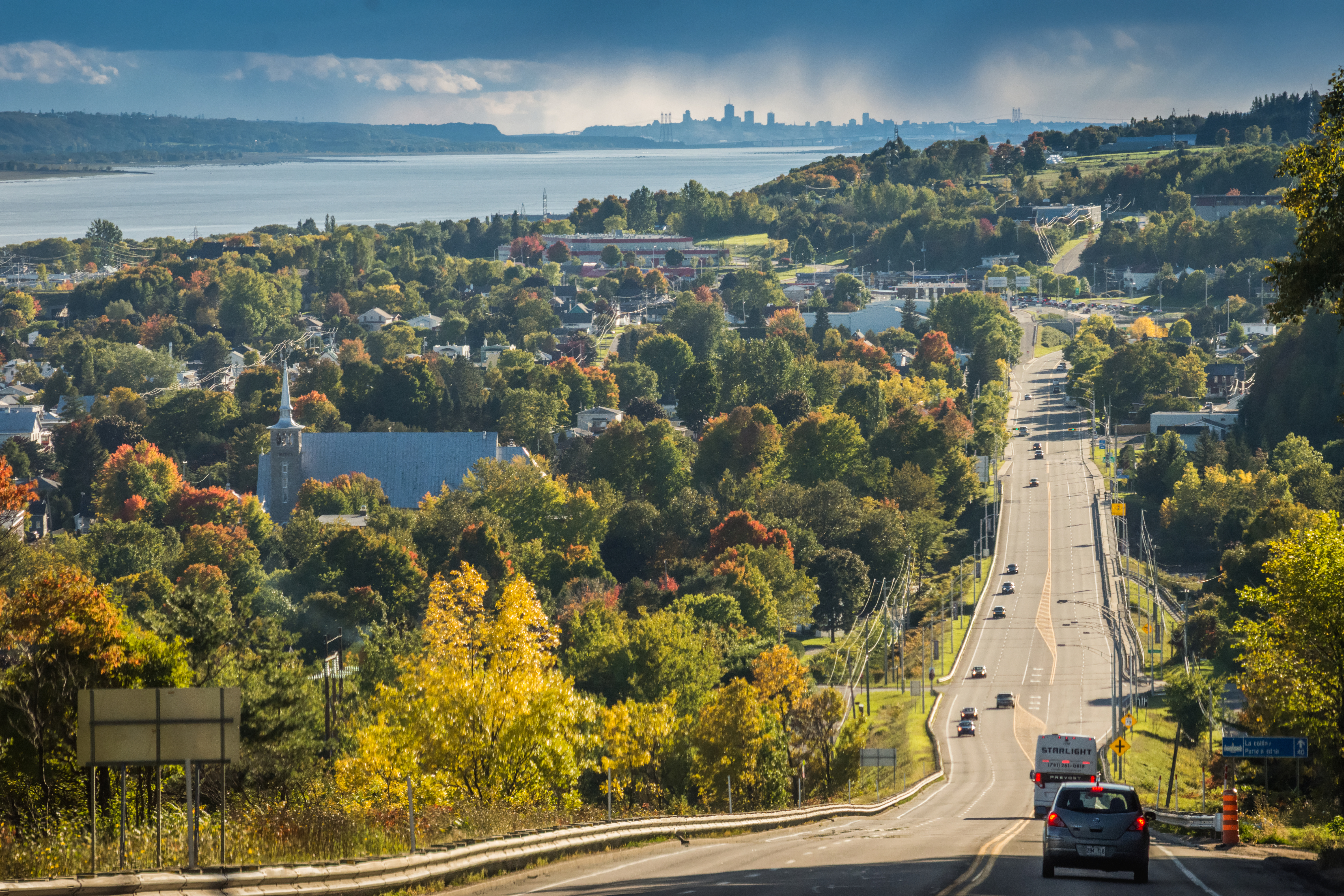
Vue de la côte de Beaupré. On aperçoit Québec en arrière-plan.

L'avenue Royale, sur le circuit touristique appelé route de la Nouvelle-France, est la plus vieille route de la région et permet de visiter les secteurs historiques de la Côte-de-Beaupré. À vélo ou en voiture, cette route permet de découvrir d'authentiques caveaux de légumes, croix de chemins et de splendides maisons historiques. Les cyclistes peuvent emprunter la véloroute Marie-Hélène-Prémont, nommée en l'honneur de la cycliste de vélo de montagne. Ce circuit est en grande majorité sur route mais permet de beaux points de vue.
C'est aussi sur la Côte-de-Beaupré que l'on retrouve le sanctuaire de Sainte-Anne-de-Beaupré. Le Sanctuaire a fêté en 2008 son 350e anniversaire. On retrouve aussi sur la Côte-de-Beaupré plusieurs attraits touristiques tel que : le mont Sainte-Anne, le canyon Sainte-Anne, les Sept Chutes, plusieurs clubs de golf, sentiers pédestres, galeries d'art ainsi que deux vignobles. Son patrimoine religieux est vaste et varié ; monseigneur de Laval et le Séminaire de Québec ont contribué à l'essor économique de la région.  
La région est riche d'un vaste patrimoine bâti et naturel associé étroitement avec l'histoire de la ville de Québec. On y retrouve plusieurs fermes maraîchères et entreprises agrotouristique qui produisent des produits régionaux issus de la vigne, des produits de l'oie, du carnard, pour ne nommer que ceux-là.
On trouve sur la Côte-de-Beaupré, plusieurs événements en automne célébrant la venue des couleurs et de la grande oie des Neiges.  
Pour une troisième année consécutive, la région a organisé la Grande Fête de la Côte-de-Beaupré qui a eu lieu du 3 au 6 septembre 2010. Pour cette occasion, Mario Pelchat s'est produit en spectacle à la Basilique de Sainte-Anne-de-Beaupré. Depuis ses débuts en 2008, cet événement offre une programmation variée pour toute la famille, avec des feux d'artifice, un Marché agricole et une place pour les artistes. 
Du 30 août au 5 septembre 2010, la région a reçu pour la deuxième fois les Championnats du monde de vélo de montagne et de trial UCI au Mont-Sainte-Anne.

## Galerie photos

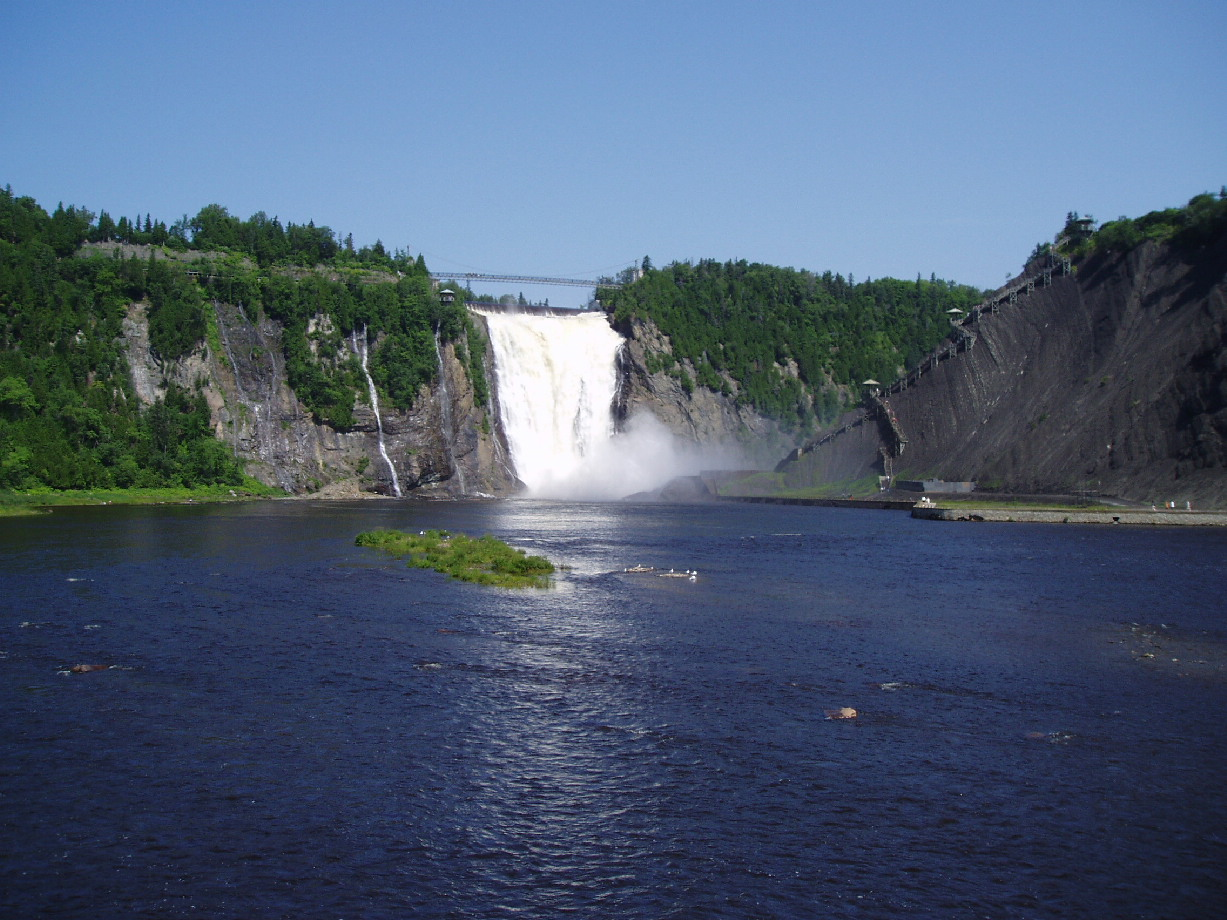
Parc de la Chute-Montmorency
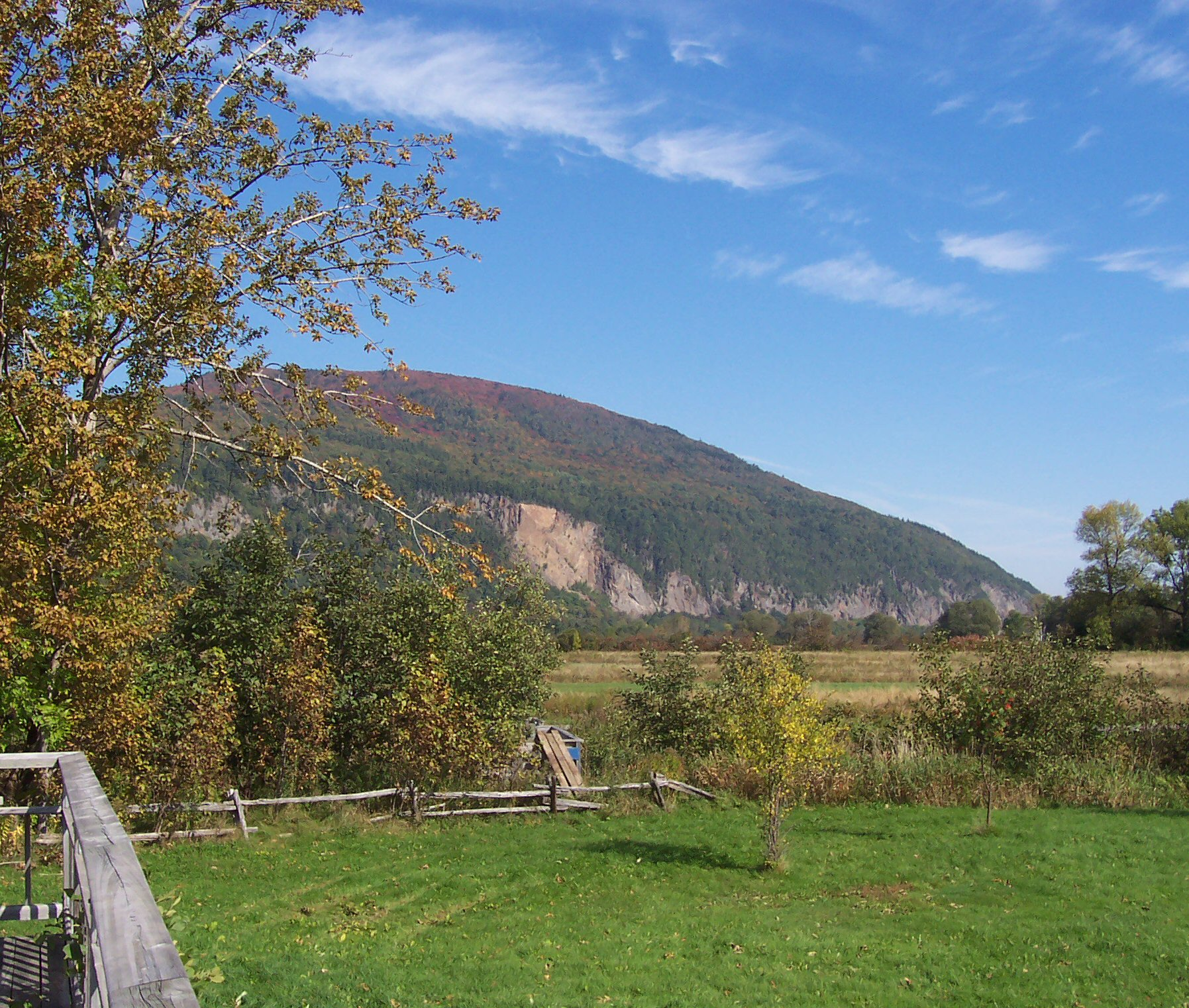
Réserve nationale de faune du cap Tourmente
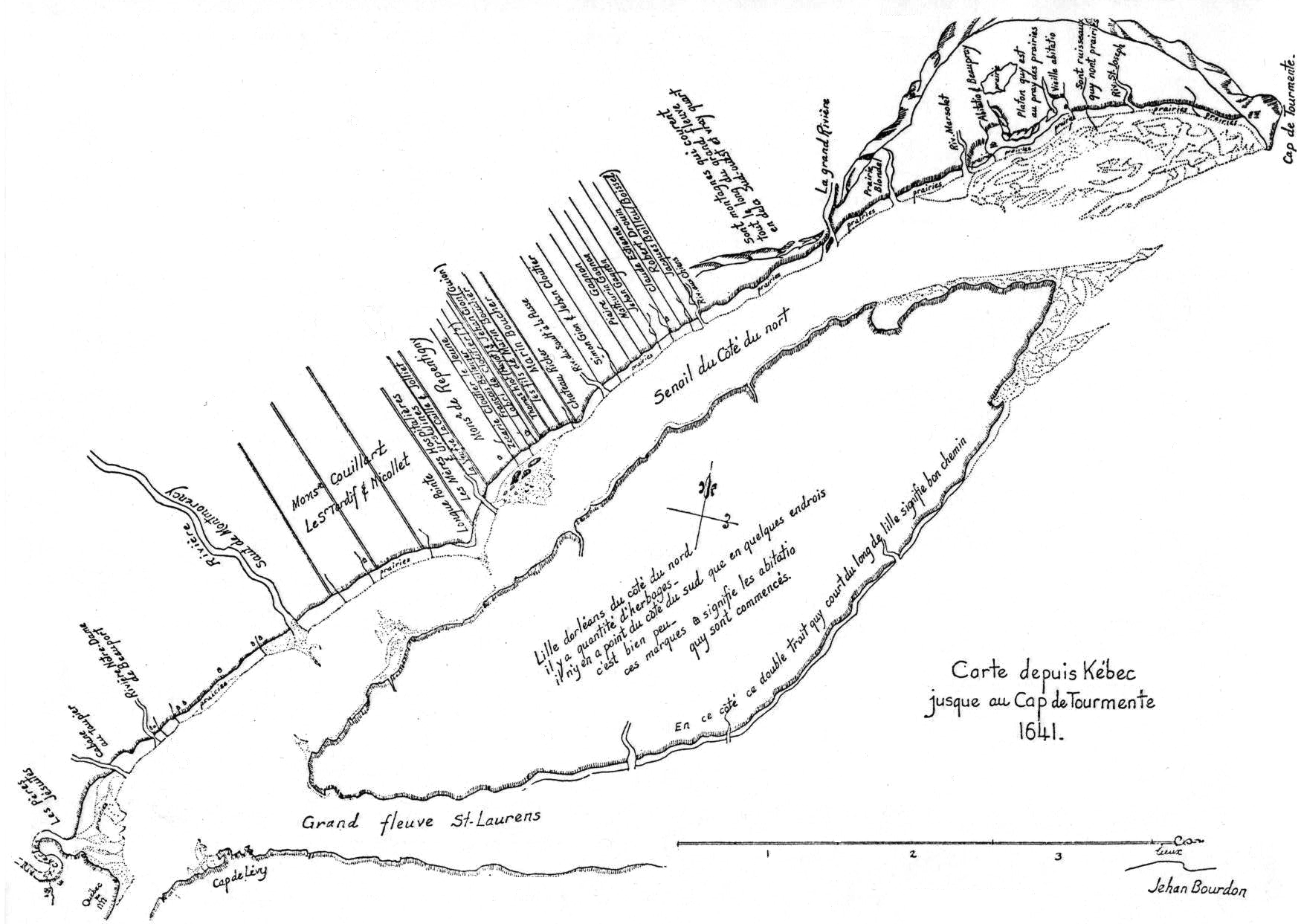
Carte de la côte de Beaupré et de l'île d'Orléans dressée par Jean Bourdon en 1641
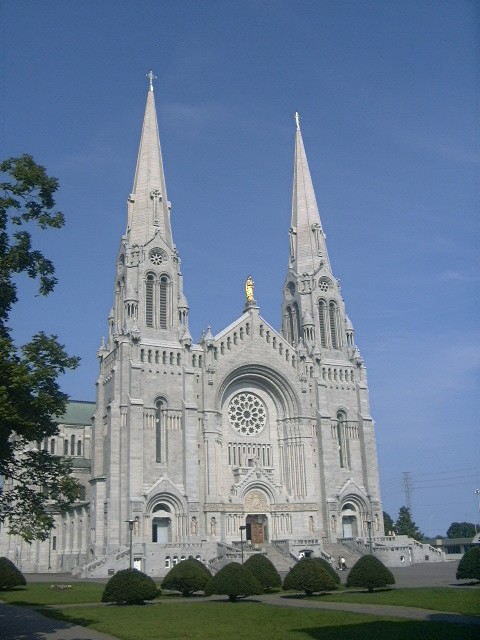
Basilique Sainte-Anne-de-Beaupré